# Kalwari
Kalwari es una ciudad censal situada en el distrito de Agra en el estado de Uttar Pradesh (India). Su población es de 13269 habitantes (2011). 

## Demografía
Según el censo de 2011 la población de Kalwari era de 13269 habitantes, de los cuales 7099 eran hombres y 6170 eran mujeres. Kalwari tiene una tasa media de alfabetización del 73,21%, superior a la media estatal del 67,68%: la alfabetización masculina es del 82%, y la alfabetización femenina del 63,15%.